# Nemeritis pygmaea
Nemeritis pygmaea är en stekelart som beskrevs av Horstmann 1993. Nemeritis pygmaea ingår i släktet Nemeritis och familjen brokparasitsteklar. Inga underarter finns listade i Catalogue of Life.